# Tmesiphantes
Tmesiphantes es un género de arañas migalomorfas de la familia Theraphosidae. Son originarias de Brasil.  

## Especies
Según The World Spider Catalog 11.0:
- Tmesiphantes chickeringi Caporiacco, 1955
- Tmesiphantes minensis Mello-Leitão, 1943
- Tmesiphantes nubilus Simon, 1892
- Tmesiphantes physopus Mello-Leitão, 1926